# Forsyth (Geòrgia)
Forsyth és una població dels Estats Units a l'estat de Geòrgia. Segons el cens del 2000 tenia 3.776 habitants.

## Demografia
Segons el cens del 2000, Forsyth tenia 3.776 habitants, 1.457 habitatges, i 1.027 famílies. La densitat de població era de 292,8 habitants/km².
Dels 1.457 habitatges en un 30,7% hi vivien nens de menys de 18 anys, en un 39,5% hi vivien parelles casades, en un 26,4% dones solteres, i en un 29,5% no eren unitats familiars. En el 26,3% dels habitatges hi vivien persones soles el 13,5% de les quals corresponia a persones de 65 anys o més que vivien soles. El nombre mitjà de persones vivint en cada habitatge era de 2,57 i el nombre mitjà de persones que vivien en cada família era de 3,1.
Per edats la població es repartia de la següent manera: un 26,6% tenia menys de 18 anys, un 8,3% entre 18 i 24, un 28,2% entre 25 i 44, un 22,8% de 45 a 60 i un 14,2% 65 anys o més.
L'edat mediana era de 36 anys. Per cada 100 dones de 18 o més anys hi havia 74,8 homes.
La renda mediana per habitatge era de 30.523 $ i la renda mediana per família de 35.405 $. Els homes tenien una renda mediana de 25.600 $ mentre que les dones 17.536 $. La renda per capita de la població era de 19.097 $. Entorn del 14,9% de les famílies i el 18,5% de la població estaven per davall del llindar de pobresa.

## Poblacions més properes
El següent diagrama mostra les poblacions més properes.